# Rouchovanka
Rouchovanka (též Mocla) je levostranný přítok řeky Rokytné v okrese Třebíč v Kraji Vysočina a v okrese Znojmo v Jihomoravském kraji. Délka říčky činí 27,6 km. Plocha povodí má rozlohu 99,0 km².

## Průběh toku
Rouchovanka začíná svůj tok mezi obcemi Lipník a Klučov. Protéká několika rybníky, např. Návesním a Kopytem, následně se do ní vlévá několik bezejmenných vodotečí. Pod Valčí protéká rybníkem Skalka, do kterého ústí Potůček. Dále do ní pod Valčí ústí Močínek, kolem soutoku má své kolonie bobr evropský. Říčka se postupně zařezává do údolí východně od Hrotovic a na mnoha místech je opět přehrazena nádržemi a rybníky, vlévá se do ní Milačka, která pramení z malého rybníka Milačka u Hrotovic a nemá žádný vlastní přítok.
Dále se do Rouchovanky vlévá Račický potok. Do Račického potoka se vlévá Bačický potok a potok Bříští. Dále do Rouchovanky vtéká Boříkovský potok, na kterém leží rybník Stejskal a Boříkovský rybník, do Boříkovského potoka se vlévá Přešovický potok. Jako poslední přitéká do Rouchovanky Šemíkovický potok, který pramení na okraji vsi Šemíkovice. Říčka Rouchovanka se vlévá do Rokytné u Rešic.

### Větší přítoky
- Potůček, zleva, ř. km
- Močínek, zleva, ř. km
- Milačka, zprava, ř. km
- Račický potok, zprava, ř. km
- Boříkovský potok, zprava, ř. km
- Šemíkovický potok, zprava, ř. km

## Vodní režim
Průměrný průtok Rouchovanky u ústí činí 0,19 m³/s.
N-leté průtoky u ústí:
| N-leté průtoky | Q1   | Q5 | Q10 | Q50 | Q100 |
| -------------- | ---- | -- | --- | --- | ---- |
| Q [m³/s]       | 6,16 | –  | –   | –   | 23,1 |